# Ángel Oswaldo Fernández
Ángel Oswaldo Fernández Vernaza (Machala, 2 de agosto de 1971), más conocido como el Cuchillo Fernández, es un exfutbolista ecuatoriano que jugaba de puntero derecho.

## Trayectoria
Era apodado como "El Cuchillo" debido a la habilidad y velocidad que tenía con el balón, principalmente al ganar la línea de fondo y luego lanzar el centro que casi siempre terminaba en gol. Algunos periodistas lo catalogan como el mejor centrador de la historia del fútbol ecuatoriano. 
Ángel Fernández empezó su carrera en el Estudiante Octubrino de Machala de la Segunda Categoría, pero solo logró jugar un partido porque fue transferido al River Plate de Riobamba de la Serie B. Ahí fue su debut como profesional. Fue seleccionado ecuatoriano en el Campeonato Sudamericano Sub-20 en Venezuela. Después del campeonato juvenil se unió a las filas del Green Cross de Manta.
En 1991 fue integrante de la Selección que participó en la Copa América, pero no jugó. En 1992 pasó al Club Sport Emelec, el equipo de sus amores, donde pasó sus mejores épocas como futbolista. En su primera temporada en Primera División hizo 13 tantos. Con el club guayaquileño anotó el gol que les dio el trofeo amistoso Copa Saeta Internacional en el primer Clásico del Astillero disputado fuera del país. En 1993 y 1994 fue campeón con Emelec, también dos veces fue vicecampeón, e hizo más de 70 goles.
En el 2000 fue transferido a El Nacional de Quito, donde obtuvo un vicecampeonato. En el 2005 jugó por el Barcelona Sporting Club y en el 2006 regresó nuevamente a El Nacional, año en que quedó campeón, aunque solamente jugó 10 partidos.
En el 2007 decidió jugar en la Segunda Categoría hasta su retiro del fútbol.
En la actualidad del 2020 trabaja, en la Unidad Educativa Principito y Marcel Laniado de Wind, en Machala , El Oro, Ecuador , en la asignatura de Educación Física

## Selección nacional
Ha sido internacional con la Selección de fútbol de Ecuador en 77 ocasiones. Su debut fue el 6 de junio de 1991 contra Perú en Lima en un partido amistoso. Fue parte del plantel en el Mundial del 2002.

### Participaciones enCopas del Mundo
| Mundial                       | Sede                  | Resultado      | PJ | GA | Asis |
| ----------------------------- | --------------------- | -------------- | -- | -- | ---- |
| Mundial de Corea y Japón 2002 | Corea del Sur y Japón | Fase de grupos | 0  | 0  | 0    |

### Participaciones enCopas América
| Torneo                 | Sede                   | Resultado              | PJ | GA | Asis |
| ---------------------- | ---------------------- | ---------------------- | -- | -- | ---- |
| Copa América 1991      | Chile                  | Fase de grupos         | 0  | 0  | 0    |
| Copa América 1993      | Ecuador                | Cuarto lugar           | 6  | 2  | 1    |
| Copa América 1997      | Bolivia                | Cuartos de final       | 1  | 0  | 0    |
| Copa América 2001      | Colombia               | Fase de grupos         | 3  | 1  | 0    |
| Total en Copas América | Total en Copas América | Total en Copas América | 10 | 3  | 1    |

### Participaciones enEliminatorias al Mundial
| Eliminatoria                                | Sede del Mundial       | Posición               | Resultado   | PJ | GA | Asis |
| ------------------------------------------- | ---------------------- | ---------------------- | ----------- | -- | -- | ---- |
| Eliminatorias Mundial de USA 1994           | Estados Unidos         | 4°lugar 5pts Grupo B   | Eliminado   | 4  | 0  | 0    |
| Eliminatorias Mundial de Francia 1998       | Francia                | 6°lugar 21pts          | Eliminado   | 11 | 0  | 1    |
| Eliminatorias Mundial de Corea y Japón 2002 | Corea del Sur y Japón  | 2°lugar 31pts          | Clasificado | 8  | 1  | 1    |
| Eliminatorias Mundial de Alemania 2006      | Alemania               | 3°lugar 28pts          | Clasificado | 3  | 0  | 0    |
| Total en Eliminatorias                      | Total en Eliminatorias | Total en Eliminatorias | 2/4         | 26 | 1  | 2    |

### Participaciones enCopas Oro
| Torneo        | Sede           | Resultado      | PJ | GA | Asis |
| ------------- | -------------- | -------------- | -- | -- | ---- |
| Copa Oro 2000 | Estados Unidos | Fase de grupos | 2  | 0  | 0    |

## Clubes
| Club                    | País    | Año       |
| ----------------------- | ------- | --------- |
| River Plate de Riobamba | Ecuador | 1990      |
| Green Cross             | Ecuador | 1991      |
| Emelec                  | Ecuador | 1992-1999 |
| El Nacional             | Ecuador | 2000-2004 |
| Barcelona               | Ecuador | 2005      |
| El Nacional             | Ecuador | 2006      |
| 25 de agosto            | Ecuador | 2007      |
| Cuniburo FC             | Ecuador | 2008-2009 |
| Fuerza Amarilla         | Ecuador | 2010      |

## Palmarés
| Título             | Club        | País    | Año  |
| ------------------ | ----------- | ------- | ---- |
| Serie A de Ecuador | Emelec      | Ecuador | 1993 |
| Serie A de Ecuador | Emelec      | Ecuador | 1994 |
| Serie A de Ecuador | El Nacional | Ecuador | 2006 |